# Peter Gleitsmann

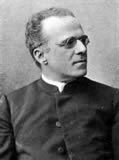
Pfarrer Peter Gleitsmann

Peter Erasmus Josef Gleitsmann (* 2. Juni 1855 in München; † 27. Dezember 1929 ebenda) war katholischer Geistlicher und Mitglied des Deutschen Reichstags.

## Leben
Gleitsmann besuchte die Werktagschule (Hlg. Geist), das Ludwigs-Gymnasium und die Universität München, wo er Philosophie und Theologie studierte. Zum Priester wurde er in Freising geweiht. Dann war er zuerst Kaplan in Neuhausen bei München, dann in Landshut und zuletzt Pfarrer und Dekan in Berg ob Landshut. Er war Präses des katholischen Gesellenvereins Landshut, Vorstand und Sekretär verschiedener politischer, karitativer und landwirtschaftlicher Vereine. Auch war er Inhaber der großen silbernen Medaille für Landwirtschaft und seit 1893 Ehrenbürger von Landshut.
Von 1903 bis 1912 war er Mitglied des Deutschen Reichstags für den Wahlkreis Niederbayern 1 (Landshut, Dingolfing, Vilsbiburg) und die Deutsche Zentrumspartei. Zwischen 1905 und 1907 war er auch Mitglied der Bayerischen Kammer der Abgeordneten.